# Cure de Sakel
Pour les articles homonymes, voir Sakel.

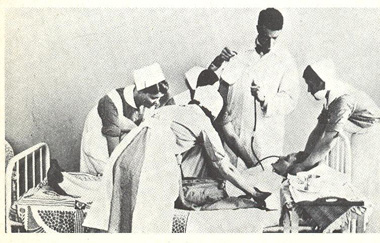
Séance de cure de Sakel à Helsinki dans les années 1950

La cure de Sakel, du nom du psychiatre Manfred Sakel (1900-1957) consistait en des comas insuliniques provoqués par injection (réalisant une hypoglycémie profonde), suivis d'un re-sucrage progressif dans un contexte de maternage réalisé par un infirmier. On espérait alors une guérison rapide de la schizophrénie avec un taux de succès élevé, entre 50 et 80%.
En réalité, la technique fut utilisée pendant des dizaines d'années sans jamais être testée scientifiquement. Lorsque cela fut fait, on se rendit compte que les comas insuliniques n'avaient absolument aucun effet spécifique par rapport à l'anesthésie, tandis qu'ils provoquaient des effets secondaires particulièrement graves, dont l'obésité, les lésions cérébrales et la mort. La cure de Sakel fut alors remplacée par les neuroleptiques.
Principalement utilisées entre les années 1930 et 1960, cette thérapie de choc n'est plus utilisée aujourd'hui.

## Origine
En 1927 Manfred Sakel, qui a récemment obtenu son diplôme de médecin à Vienne et qui travaille dans une clinique psychiatrique à Berlin, commence à utiliser de faibles doses d'insuline pour traiter les opiomanes et les psychopathes. Certains patients sombrent dans un coma hypoglycémique parce qu'ils sont particulièrement sensible à l'insuline ou parce qu'une trop grande dose est utilisée. Manfred Sakel fait alors une constatation clinique inattendue : à leur réveil, des patients à la fois opiomanes et délirants ont moins de symptômes délirants ; autre avantage, une baisse de glycémie ouvre l'appétit, ce qui permet d'inciter des patients catatoniques à accepter de s'alimenter.
De retour à Vienne, Manfred Sakel se met à traiter des patients schizophrènes avec de plus grandes doses d'insuline afin de produire un coma hypoglycémique,. Parfois, ce coma hypoglycémique provoque une crise d'épilepsie,, mais ce n'était pas l'objectif du traitement. Sakel rend public ses résultats en faisant paraître trois articles entre 1933 et 1936. La cure de Sakel - également appelée alors insulinothérapie - s'est rapidement répandue dans le monde entier,, notamment en Suisse, en Angleterre, aux États-Unis et en Allemagne. À la fin des années 1940, la majorité des hôpitaux psychiatriques aux États-Unis utilise les comas insuliniques comme traitement. Par contre, l'insulinothérapie est interdite dans l'Allemagne nazie au motif qu'elle a été inventée par un Juif.

## Effets
Certains psychiatres (y compris Sakel) revendiquent des taux de réussite de plus de 80 pour cent dans le traitement de la schizophrénie ; tandis que d'autres font valoir que la thérapie accélérerait simplement la rémission des patients, rémission qui se serait de toute façon produite. Le consensus est à l'époque quelque part entre les deux : on clame des taux de réussite de l'ordre de 50% chez les patients qui ont été malades pendant moins d'un an (environ le double du taux des rémissions spontanées), sans influence sur le taux de rechutes,.
Manfred Sakel suggère que sa thérapie fonctionne en « provoquant une intensification du tonus de la terminaison parasympathique du système nerveux autonome, en bloquant les cellules nerveuses, et en renforçant la force anabolisante qui permet la restauration du fonctionnement normale des cellules nerveuses et le rétablissement du patient ».

### Un traitement à haut risque
La cure de Sakel était un traitement extrêmement risqué pour le patient. D'une part, l'hypoglycémie (taux de glucose pathologiquement bas) qui résulte de cette thérapie rend les patients extrêmement agités, en sueur, sujets à de nouvelles convulsions et d'autres « répliques sismiques ». En outre, les patients traités sur de longue durée devenaient « scandaleusement obèses ». Les risques les plus graves étaient évidemment l'apparition des lésions cérébrales et même la mort, résultant respectivement d'un coma prolongé ou irréversible,. Une étude menée à l'époque prétend que la plupart des cas de lésions cérébrales sont en fait des améliorations thérapeutiques, puisqu'ils se traduisent par « une perte de tension et d'hostilité » des patients. On estimait le taux de mortalité de cette thérapie d'environ 1 à 4,9 pour cent.

## Réfutation scientifique et effet placebo probable
En 1953, le psychiatre britannique Harold Bourne publie un article intitulé « Le mythe de l'insuline » dans le Lancet, dans lequel il fait valoir qu'il n'y a aucune base solide pour croire que les comas insuliniques contrecarrent le processus schizophrénique d'une manière spécifique. Si le traitement fonctionnait, dit-il, c'est uniquement parce que les patients ont été sélectionnés pour leur bon pronostic et ont reçu un traitement spécial : «les patients sous insuline ont tendance à être un groupe d'élite partageant privilèges et périls communs».
En 1957, alors que l'utilisation des comas insuliniques est déjà en baisse, le Lancet publie les résultats d'un essai clinique randomisé et contrôlé, où les patients sont soumis soit à des comas insuliniques, soit à une anesthésie générale produite par des barbituriques. Il n'y a aucune différence dans les résultats entre les deux groupes et les auteurs conclus que, quels que soient les avantages du coma, l'insuline n'est pas l'agent thérapeutique spécifique.
Il n'y a jamais eu d'évaluation de l'insulinothérapie selon les critères scientifiques modernes. On ne sait donc toujours pas exactement ce qui a provoqué les améliorations cliniques observées. La réalité de ces améliorations n'est généralement pas remise en cause. A l'heure actuelle, on s'explique plutôt ces rémissions par les effets thérapeutiques d'un effet placebo particulièrement puissant : au vu de la dangerosité du traitement (cf. supra), cette technique requérait la prise en charge massive du patient par une équipe soignante complètement mobilisée autour de lui.

## Déclin
Les comas insuliniques ont été pratiqués dans la plupart des hôpitaux aux États-Unis et au Royaume-Uni au cours des années 1940 et 1950, mais le nombre de patients concernés a été restreint au vu des moyens importants qui devaient être mobilisés (installations de soins intensifs, surveillance permanente, durée du traitement...) et donc du coût élevé d'un tel traitement. Par exemple, dans un grand hôpital psychiatrique britannique typique comme l'Hôpital Severalls dans l'Essex, les comas insuliniques ont été donnés à 39 patients en 1956. La même année, 18 patients ont reçu un traitement modifiés à l'insuline, alors que 432 patients ont reçu des électrochocs.
L'apparition des neuroleptiques dès les années 1950 (1951 la chlorpromazine découverte par le chirurgien et anesthésiste français Henri Laborit) a fait radicalement évoluer le traitement de la schizophrénie. En l'absence de toute médication disponible, la prise de risque que constituait la cure de Sakel pouvait éventuellement se justifier au vu des risques (notamment de suicide) inhérents à une schizophrénie non soignée. La situation change du tout au tout dès l'apparition des premiers neuroleptiques : la présence d'une alternative efficace rend éthiquement indéfendable la dangereuse cure de Sakel. L'insulinothérapie tombe ainsi rapidement en désuétude.